# Hoplitis dalmatica
Hoplitis dalmatica är en biart som först beskrevs av Morawitz 1871.  Hoplitis dalmatica ingår i släktet gnagbin, och familjen buksamlarbin. Inga underarter finns listade i Catalogue of Life.